# Ovis orientalis musimon
El muflón común o muflón europeo (Ovis orientalis musimon) es un gran artiodáctilo de la subfamilia Caprinae. Existen grandes poblaciones en muchas partes de Europa, como Alemania y República Checa, procedentes de introducciones antiguas de ejemplares de Córcega y Cerdeña. En tiempos recientes, se ha llevado también a la península ibérica, las islas Canarias, Estados Unidos, Hawái y numerosos cotos de caza en todo el mundo, incluso en lugares tan lejanos como Chile o Argentina. Hoy en día, es una subespecie en expansión, sobre todo en las zonas montañosas y como animal doméstico.

## Descripción

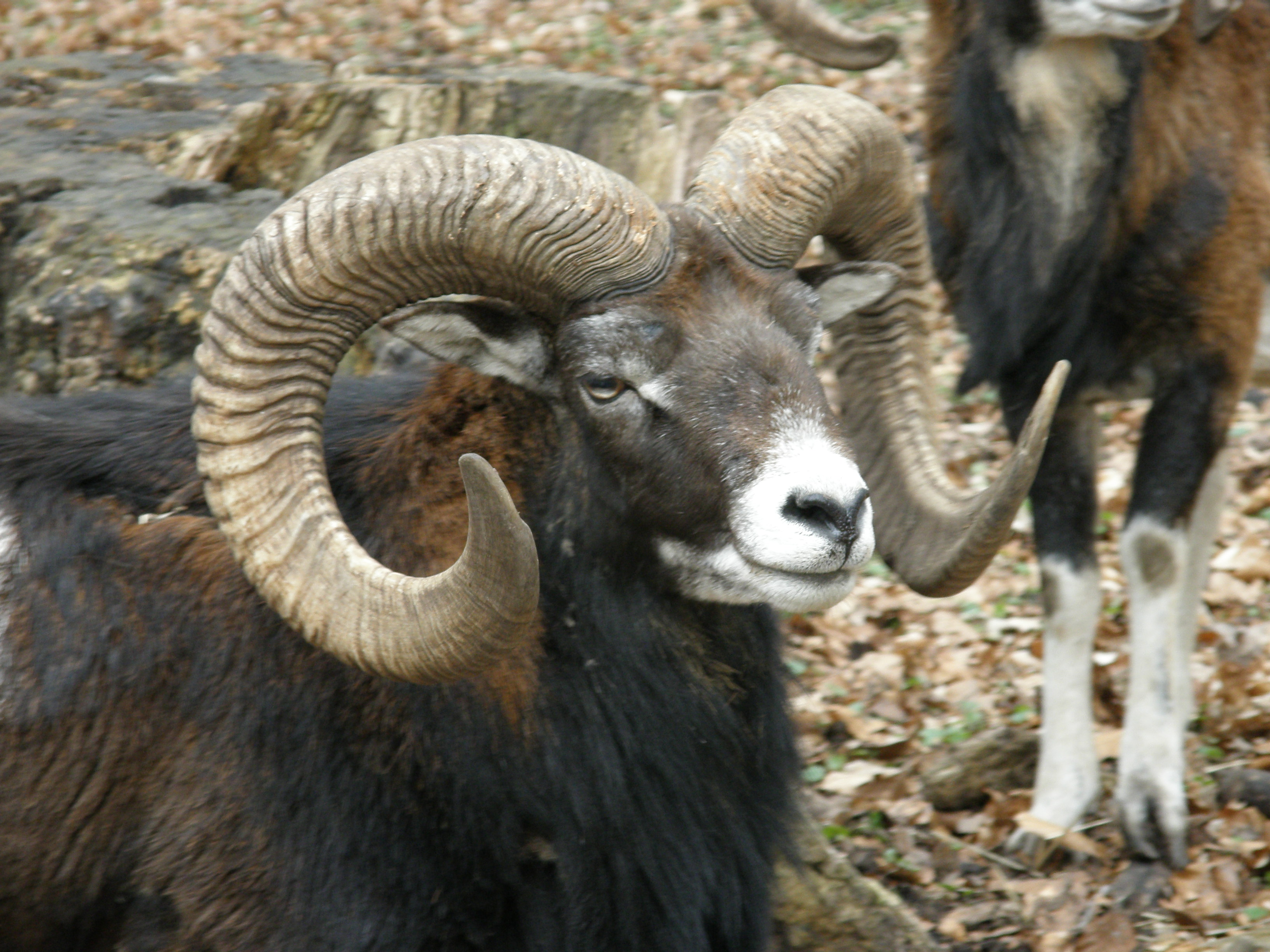
Detalle de la cabeza de un macho.

El muflón europeo es un animal bastante grande, el cual puede pesar hasta 50 kg (kilogramos). Se asemeja a una oveja estilizada, de patas y cuello proporcionalmente más largos. La lana es mucho más corta y de color pardo oscuro, volviéndose blanquecina en morro, ojos, mitad inferior de las patas, nalgas y vientre. Los machos son más grandes y robustos que las hembras y están dotados de grandes cuernos que se curvan a ambos lados de la cabeza; las hembras, en cambio, no presentan cuernos o los tienen de muy escasa longitud. En invierno, los machos desarrollan en los costados unas manchas blancas que no aparecen en las hembras. Los machos tienen unos cuernos grandes, similares a los del carnero doméstico, que se curvan hacia atrás hasta casi cerrar un círculo y de mayor tamaño cuanto más viejo es el animal (máximo: 90 cm). Las hembras también cuentan con cuernos, aunque estos son muy pequeños, de 18 cm (centímetros) como máximo. Las diferencias entre machos y hembras no solamente son patentes en la cornamenta: los machos son más grandes, tienen una gorguera de pelo en el cuello y el pecho, y presentan una coloración general más oscura. El pelaje invernal es de color marrón chocolate con manchas blancas en las patas, la cara y la grupa, que es atravesada por una cola corta de color oscuro. El vientre es blanco. Los machos adultos también presentan una gran mancha blanca muy conspicua en medio de los flancos. El pelaje de verano es mucho más claro que el de invierno, y las manchas blancas casi desaparecen por completo, salvo la de los flancos de los machos.
Dimensiones corporales
- Cuerpo (con cabeza): 127 a 145 cm
- Cola: 3,5 a 6 cm
- Altura a la cruz: 70-80 cm

Peso
Las hembras pesan entre 25 y 35 kg (kilogramos), mientras que los machos oscilan entre 35 y 40 kg.

## Hábitat
El hábitat natural de los muflones son los espacios abiertos de montaña, preferiblemente de terrenos accidentados, secos y duros que en el invierno no queden cubiertos de una gruesa capa de nieve.

## Origen y distribución original
El origen del muflón europeo ha suscitado desde siempre cierta controversia. Durante largo tiempo se ha dicho que el muflón europeo se extinguió del continente como consecuencia de la interrupción de sus hábitats y la caza excesiva hace entre 3000 y 4000 años, y sobrevivió solamente en Córcega y Cerdeña. Sin embargo, no se han encontrado restos de la especie en el continente ni en el Pleistoceno ni en el Holoceno temprano. Tampoco se han encontrado restos en Córcega y Cerdeña con una antigüedad mayor a 7000 años, por lo que lo más probable es que el muflón europeo proceda de las primeras poblaciones domésticas de ovejas que llegaron a las islas junto con los pueblos neolíticos.

### Distribución en España

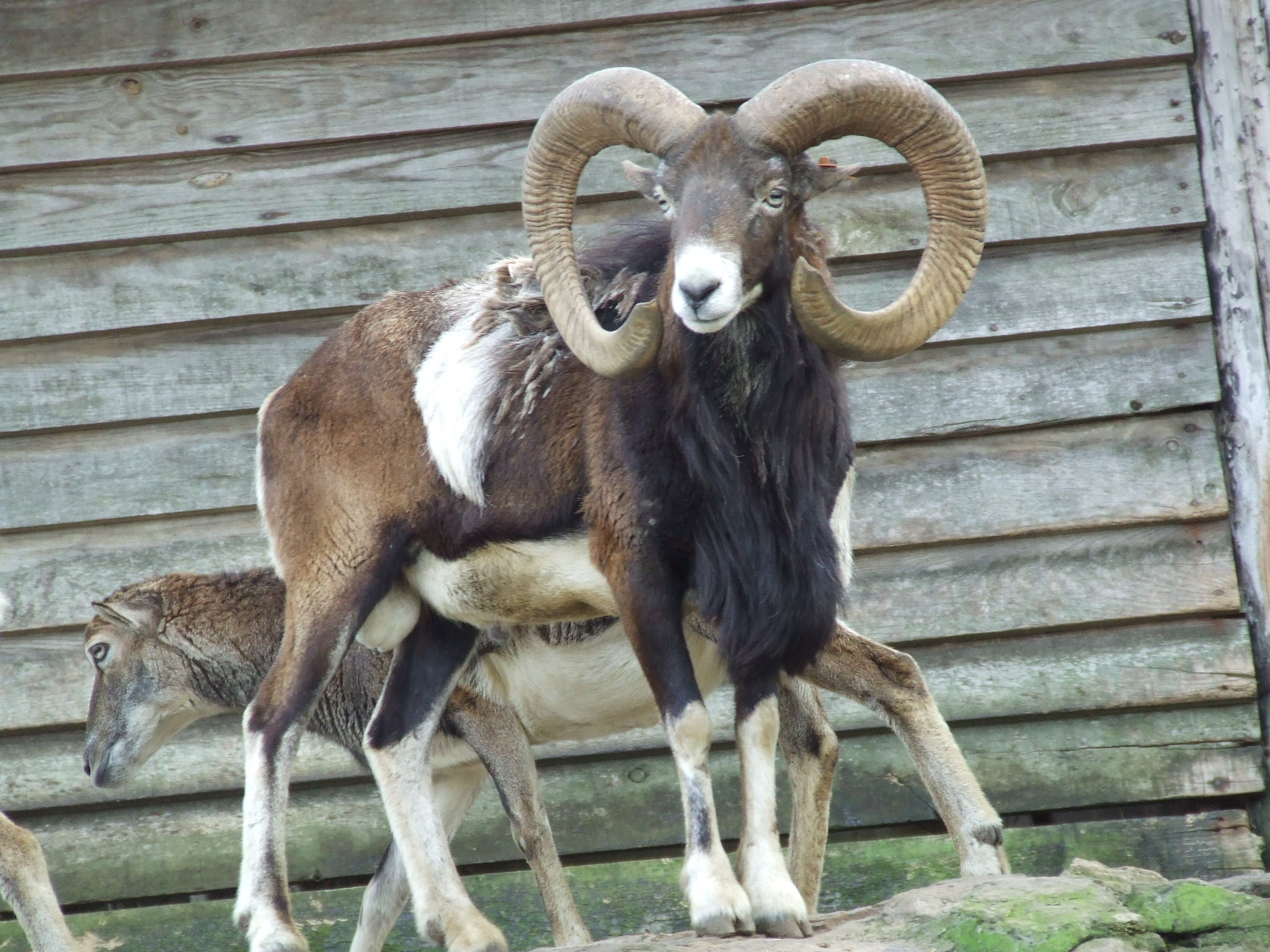
Ejemplares en Vigozoo.

El muflón está distribuido en España por los Puertos de Tortosa-Beceite, entre Tarragona, Teruel y Castellón, Tenerife (Parque nacional del Teide), Sierras Cazorla (Jaén) y Alcaraz (Albacete), Sierra de Almansa (Provincia de Albacete), la reserva de caza de la Muela de Cortes (Valencia), la sierra del Cid (Alicante), la Serranía de Cuenca, Serranía de Ronda (Málaga), el parque nacional de Cabañeros (Castilla-La Mancha), Parque natural de Los Alcornocales (Cádiz), en el Pirineo Catalán, en la reserva de caza del Alto Pirineo (Lérida), en los montes do Invernadoiro (Orense) y en el parque natural de la Sierra de la Muela y Cabo Tiñoso en Cartagena (Región de Murcia).
Debido a su potencial colonizador y constituir una amenaza grave para las especies autóctonas, los hábitats o los ecosistemas, esta especie ha sido incluida en el Catálogo Español de Especies Exóticas Invasoras, regulado por el Real Decreto 630/2013, de 2 de agosto, al haber sido introducida en Canarias, y está prohibida en esta comunidad autónoma su introducción en el medio natural, posesión, transporte, tráfico y comercio.

### Distribución en Europa
El muflón está ampliamente distribuido por Europa, merced a las introducciones con fines cinegéticos. Se puede citar las poblaciones francesas en el Macizo Central, Pirineo oriental, Alpes marítimos y, por supuesto, Córcega, donde recibe el nombre de muvra.
En Italia, además de Cerdeña, ha sido introducido en los Apeninos tosco-emilianos, algunas islas como Elba, Giglio, Zannone, o Marettimo (islas Egadas), y se puede encontrar en algún valle de Piamonte cercano a Francia, y en el Trentino-Alto Adigio.
La tercera población autóctona europea es la de Chipre, que se sitúa en los montes Troodos.
En Alemania, los muflones habitan en los macizos centrales (Mittelgebirge), algunas regiones de Brandeburgo (Fläming) y la isla de Hiddensee. Están igualmente presentes en las Ardenas de Luxemburgo (Ösling). En los Países Bajos, hay poblaciones en el Parque nacional De Hoge Veluwe.
La población checa es muy pujante, y también se encuentran muflones en la vertiente polaca de los montes Sudetes.
En Hungría habita, por ejemplo, en los montes Pilis y montes de Buda. Hay poblaciones en Austria, Bulgaria, Península de Crimea (Ucrania), Suecia (Bohüslan) y Croacia, entre otros países.

## Comportamiento

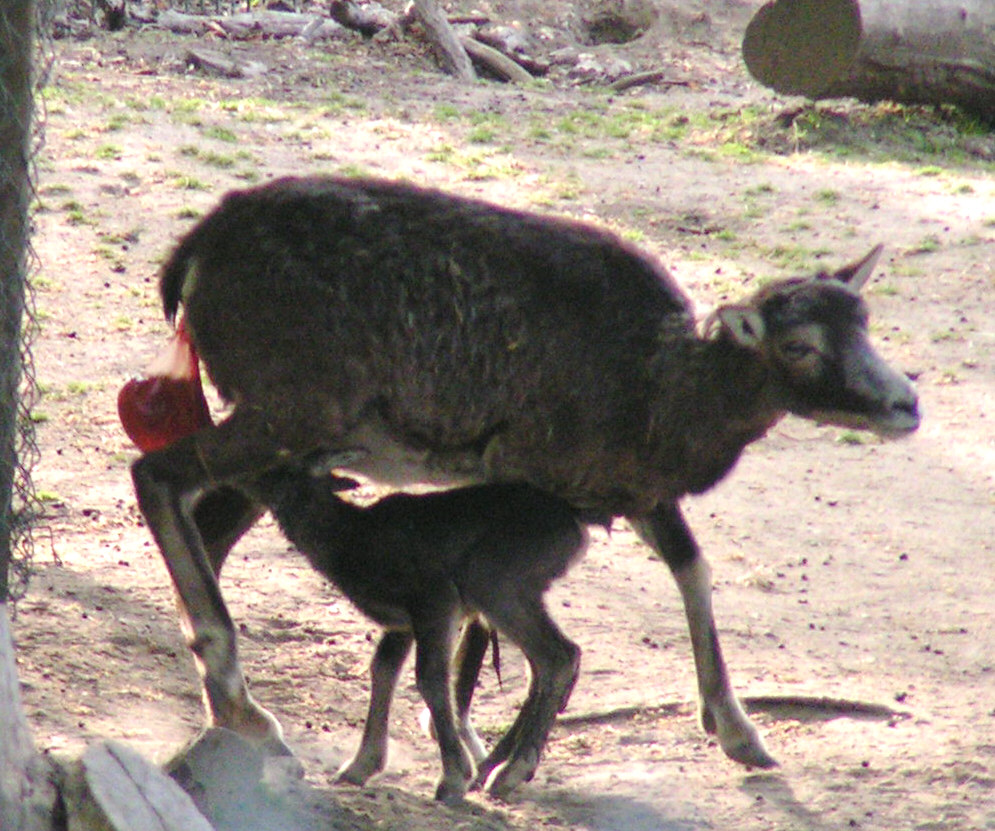
Hembra con cría recién nacida.

Básicamente diurno, en el invierno se le puede ver alimentarse desde el amanecer hasta la puesta del sol, mientras que en el verano muestra actividad sobre todo en las primeras horas de la mañana y la noche.
Se trata de un animal social que vive en rebaños de composición y número variable según la época del año. En primavera y verano, las hembras y los jóvenes forman pequeños grupos familiares en el caso de las hembras y sus crías (una por parto), a los que se agrega en la época de celo un macho que es solitario el resto del año. Para poder incorporarse a una de estas manadas, los machos deben medir antes sus fuerzas entre sí, entrechocando sus cuernos violentamente. La bóveda craneana está reforzada para disminuir los efectos del impacto, pero esto no logra evitar un leve aturdimiento de los contendientes tras un golpe especialmente potente.
La alimentación es puramente vegetariana, y suele realizarse por la noche, cuando el muflón europeo es más activo. Sus enemigos más peligrosos son los lobos y, en menor medida, los osos, mientras que los linces y las águilas suelen depredar sobre los individuos más jóvenes.

## Rastro
Los excrementos son similares a los de la oveja: unas bolitas negras de 1 cm (centímetro) de diámetro (más pequeñas que las de las liebres). Las hembras y las crías de muflón balan como las ovejas.

## Especies emparentadas
El muflón europeo, al igual que la subespecie asiática, mantiene un estrecho parentesco con otros muflones y carneros salvajes del resto del mundo. El muflón puede hibridarse con ovejas domésticas (Ovis orientalis aries) y producir descendencia fértil, ya que ambos pertenecen a la misma especie.